# Tasmanoonops fulvus
Tasmanoonops fulvus är en spindelart som beskrevs av Hickman 1979. Tasmanoonops fulvus ingår i släktet Tasmanoonops och familjen Orsolobidae.
Artens utbredningsområde är Tasmanien. Inga underarter finns listade i Catalogue of Life.